# Conilleta

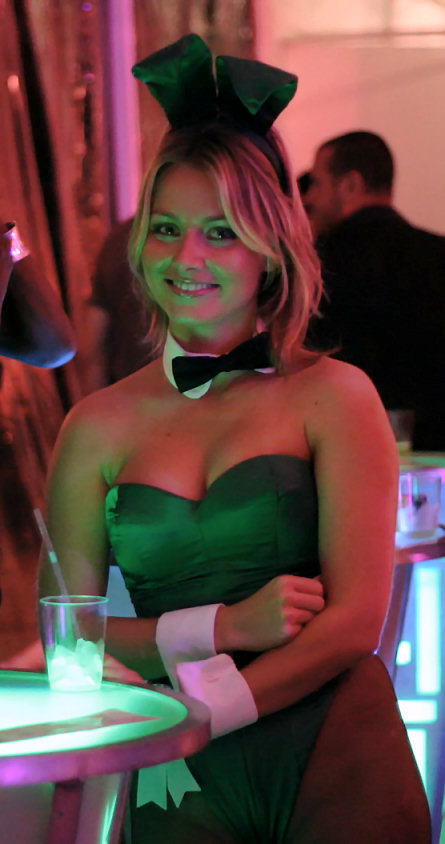
Conilleta Markéta Jánská al Karma Foundation Inaugural Gala a la Mansió Playboy, octubre de 2005.

Una conilleta de Playboy (o Playboy Bunny) és una cambrera al Club Playboy. Els clubs Playboy van ser obertes des de 1960 fins a 1988. Un nou Club ha reobert les portes en un lloc al Palms Hotel a Las Vegas el 2006. Les conilletes van portar un vestit anomenat «vestit de conilleta», inspirat en el conill mascota d'esmòquing de Playboy, que consisteix en una cotilla, orelletes de conill, coll, punys i una cua esponjosa.

## Comportament i formació
Les conilletes de Playboy eren cambreres que van servir begudes en clubs Playboy. Hi havia diferents tipus de conilletes, com les conilletes de la porta, conilletes dels cigarrets, conilletes de pista i les Jet Bunnies (cambreres que servien al Playboy Jet). Per esdevenir una conilleta, primerament les dones eren acuradament elegides i seleccionades en audicions. Després es van sotmetre a un entrenament exhaustiu i rigorós abans de convertir-se oficialment en una conilleta. Les conilletes estaven obligades a ser capaços d'identificar 143 marques de begudes alcohòliques i saber com decorar 20 opcions de còctel. Cites o confraternització amb els clients estaven prohibits. Els clients tampoc se'ls permet tocar les conilletes, i demèrits si se'ls va donar si l'aparença d'una conilleta no es va organitzar correctament. Només els C1, els més importants «Clauers» (membres del Club Playboy), se'ls va permetre sortir amb una conilleta.
Una conilleta també hauria de dominar les actituds necessàries per treballar. Aquestes van incloure la «Bunny Stance» (posició Bunny), postura necessària davant els clients. La conilleta hauria de mantenir les cames juntes, l'esquena arquejada i els malucs baixes. Quan la conilleta estava descansant o esperant ser cridada, hauria de mantenir la posició «Bunny Perch». Hauria de seure recolzada contra el respatller d'una cadira, un sofà o barana sense seure massa a prop d'un client. La posició més famosa de totes, la «Bunny Dip» va ser inventada per Kelly Collins, en altre temps coneguda com la conilleta perfecta; per fer el «Bunny Dip», la conilleta s'hauria d'inclinar graciosament cap enrere, mentre doblegava els genolls, amb el genoll esquerre aixecat i amagat darrere de la cama dreta. Aquesta maniobra va permetre que la conilleta serveixi begudes, mentre que va mantenir el seu vestit de tall baix en el seu lloc. Les estrictes regles eren aplicades per personal especialitzat, disfressats de clients.

## Vestits de conilleta
El vestit de conilleta de Playboy va ser el primer uniforme de servei registrat a l'Oficina de Patents i Marques dels Estats Units (patent EUA 0762884). El vestit era fet de raió setinat construït sobre una cotilla de vídua alegre. Orelles de conill de setí, cua de cotó, coll amb corbata de llacet, punys amb bessons, mitges de malla negre i sabates de taló alt van completar el vestit. Una etiqueta amb el nom en una roseta de setí va quedar atrapada en l'os del maluc dret.
Els uniformes van ser fetes a mida per a cada conilleta al club al qual treballaven. Sempre que el club estava obert, hi havia una costurera a temps complet en servei. Els vestits van ser emmagatzemats en dues peces, la part davantera que és prèviament cosida en diferents mides de la copa del sostenidor, com a B o C. La costurera a continuació, va adaptar el cos de la conilleta en el correcte acoblament de les parts davantera i posterior. Llavors, les dues peces van ser cosides juntes per adaptar-se a cada persona perfectament.
Hi havia una dona a càrrec de les conilletes a cada club, anomenada «Conilleta Mare» (Bunny Mother). Aquest era un tipus de funció de recursos humans i una posició de gestió. La Conilleta Mare estava a càrrec de la programació dels torns de treball, contractació, acomiadament i formació. El gerent del club només tenia dues responsabilitats en matèria de conilletes - servei de pista i pesatge. Abans de cada torn el gerent va pesar cada conilleta. Les conilletes no poden guanyar o perdre més d'una lliura, o 453 grams (excepcions estant realitzades per a la retenció d'aigua). Playboy Enterprises requereix que totes les seves empleades tornen els seus vestits al final del torn de treball i Playboy té alguns vestits emmagatzemats. De vegades els vestits es posen a la venda en el lloc web Playboy Auction o eBay. Alguns dels vestits a eBay poden ser falsificats o danyats d'alguna manera. Vestits autèntics de conilleta en bones condicions s'han venut per més de 10.000 $. Els dos únics exposats al públic es troben en les col·leccions de la Smithsonian Institution i del Museu d'Història de Chicago.

## Icona internacional

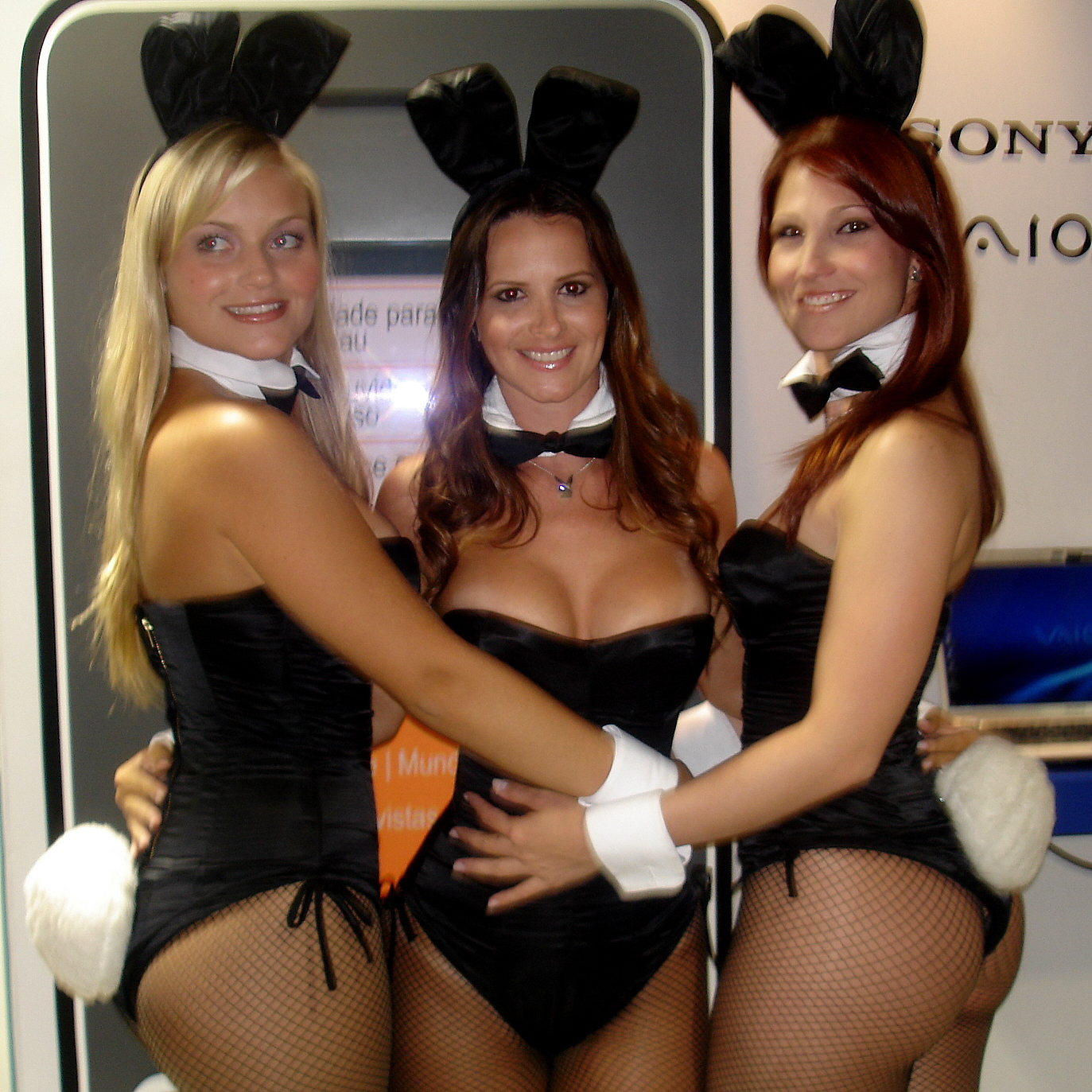
Conilletes i Playmates brasileres a la Campus Party de Brasil, 2009.

El vestit de conilleta és també molt popular al Japó, on ha perdut gran part de la seva associació amb Playboy. De fet, s'ha associat amb l'atracció sexual en general; són referides com conilletes (o bunnygirls) i té una associació amb híbrids de la femella humana y animal comú en anime i manga conegudes com a kemonomimi. Conilletes no s'han de confondre amb Playboy Playmates, les dones que apareixen al pòster central de la revista Playboy, encara que algunes conilletes es van convertir en Playmates.
Al Brasil, no hi ha clubs Playboy, però la revista té conilletes que assisteixen als seus esdeveniments. Les conilletes oficials en l'actualitat són tres, i també van ser Playmates - tant juntes com separades, en la portada i pòster central de l'edició del desembre de 2008.

## Retorn de les conilletes
El 2006, The Palms Hotel & Casino a Las Vegas va obrir el primer nou club Playboy en més d'un quart de segle, ubicat al pis 52 de la Fantasy Tower. El dissenyador de moda italià Roberto Cavalli va ser escollit per reimaginar el vestit de conilleta original.

## Crítiques
El tractament de les conilletes de Playboy va ser exposat en un article escrit per Gloria Steinem i reimprès en el seu llibre de 1983 Outrageous Acts and Everyday Rebellions («Fets indignants i rebel·lions diàries»). Clive James va escriure de la «fatuïtat cruel del procés de selecció» i va observar que, «perquè sigui com conilleta, una noia necessita[va] més que aparença. Ella necessita[va] d'idiotesa, també».

## Algunes conilletes notables
Moltes dones que més tard es van fer famoses, van treballar com conilletes de Playboy a principis de les seves carreres, incloent-hi:
- Barbara Bosson
- Sherilyn Fenn
- Debbie Harry, una cantant i actriu
- Lauren Hutton
- Polly Matzinger, l'autora del model de risc del sistema immunològic
- Gloria Steinem, va esdevenir una conilleta com a part d'una missió periodística encoberta
- Susan Sullivan